# تضمين دلتا

مبادئ الدلتا لpwm .تتم مقارنه الاشارة المنتجة (الازرق) مع الحدود(الخضراء) النهايات (الخضراء) تتوافق مع الاشاره او المرجع (الاحمر), الذي تقابله قيمة معينه .في كل وقت اشاره الانتاج تصل او تمتد إلى أحد الحدود ,واشاره pwm تغير الحالة.

يعد تضمين دلتا (DM أو Δ-modulation) تمثيل لتقنية تحويل الاشارات الرقمية إلى تناظرية والتناظرية إلى رقمية المستخدمه في نقل المعلومات الصوتية حيث الجودة ليست ذات اهمية اساسية. DM هو ابسط شكل من اشكال التشكيل النبضي التفاضلي حيث يتم تشفير الفرق بين العينات المتعاقبة في تدفقات البيانات (N-bit) هنا يشير (n) إلى الرقم.
يتم تقليل البيانات المرسله إلى 1 بت.سماتها الاساسية هي:
- 1)يتم تقريب الاشاره التناظريه مع سلسله من القطع. 2)تتم مقارنة كل جزء من الاشاره التقريبيه بالبتات السابقة ويتم تحديد البتات المتعاقبه بواسطة هذه المقارنة. 3)يتم إرسال فقط تغيير المعلومات الذي هو عباره عن زيادة أو نقصان من مدى أو سعه الإشارة من العينة السابقة في حين ان حاله عدم التغير تؤدي إلى بقاء الاشاره المعدله في نفس الحالة 1او0 من العينة السابقة.

لتحقيق نسبة عالية من نسبة الإشارة إلى الضجيج، تضمين دلتا يجب ان تستخدم تقنيات أخذ العينات الزائده، يتم أخذ العينات من الإشارة التناظرية بمعدل اعلى عده مرات من معدل نيكويست.
الاشكال المشتقه من (DM) هو ميل متغير باستمرار، وتشكيل سيغما دلتا delta-sigma, وتشكيل التمييز.يعد تضمين Differential pulse-codeهو المجوعه العليا ل dm.

## المبدأ
بدلا من تقدير القيمة المطلقة  للموجه التناظرية المدخلة.التضمين الكمي بدلتا بينين الفرق بين التيار والخطوة السابقة.كما هو موضح في الشكل الأول:

الشكل 1 - مخطط للمحول واداه ازاله التشكيل

يتكون المحول من اداه قياس كمي الذي يحول  الفرق بين الإشارة الداخلة ومتوسط الخطوات السابقة.في ابسط اشكال اداه القياس الكمي يمكن فهمها من خلال المقارنة المشار اليها (مستويا الاداه الكمي)الذي مدخلاته 1 أو 0 إذا كانت الاشاره الداخلة موجبة أو سالبة. وهو أيضًا جهاز لقياس كميات صغيره لانه يكمِّل كمية قليله فقط في المرة الواحدة.ان اداه ازاله التشكيل ببساطه هي وحده دمج (مثل تلك الموجوده في حلقات التغذية الراجعة) الذي يرتفع الناتج أو يهبط مع كل وصول ل 1 أو 0 .يشكل الموحد نفسه مرشح تمرير منخفض (low-pass filter).

## نقل الخصائص
الخصائص الانتقالية لنظام تشكيل دلتا DM تتبع وظائف الإشارة، كما يحدد مستويين فقط وايضا بت واحد في وقت واحد.
هناك مصدران للضوضاء في نظام تضمين دلتا هما: (الميل الزائد)عندما يكون هناك زيادة في المنحنى (يعني قيم زائده) تكون حجم الخطوة صغيره جدا حتى تصل للوضع الطييعي للموجه.والمشكله الثانية (التقسيمات) عندما تكون حجم الخطوة كبيره. وفي عام 1971 بينت الدراسات ان الزيادة بالمنحنى اقل اعتراضا مقارنه مع التقسيمات مما قد يتوقعه المرء يعتمد فقط على مقاييس SNR.

## طاقة الإشارة المنتجة
في تضمين الدلتا هناك قيود على سعة الإشارة المدخلة، لان الإشارة المرسلة لها مشتق كبير (تغيرات مفاجئة) فان الإشارة المعدلة لا يمكن ان تتبع الإشارة المدخلة ويحدث زيادة في الميل.على سبيل المثال إذا كانت الإشارة المدخله
{\displaystyle m(t)={A\cos(\omega t)}},
الإشارة المعدلة (مشتقة الإشارة المدخلة) والتي تم ارسالها بواسطة المعدل هي:
{\displaystyle |{\dot {m}}(t)|_{max}=\omega A},
في حين أن الشرط لتجنب الحمل الزائد للميل هو:
{\displaystyle |{\dot {m}}(t)|_{max}=\omega A<\sigma f_{s}}.
اذن أكبر سعه للإشارة المدخلة هو:
{\displaystyle A_{max}={\sigma f_{s} \over \omega }},
حيث تمثل fs تردد أخذ العينات و w هو تردد الاشاره المدخله و σ هي حجم الخطوة في الحساب الكمي. اذن Amaxهي أكبر سعه يمكن ترسلها DM من دون ان تتسبب بزيادة مفرطة في ميل القطع وقوة الاشاره المرسله تعتمد على السعه القصوى.

## معدل نقل البيانات
إذا كانت قناة الاتصال ذات نطاق تردد محدود، فهناك احتمال للتداخل اما في DM أوPCM. وبالتالي DM' و'PCM' يعملان بنفس معدل البت والذي يساوي N تردد أخذ العينات.

## تضمين دلتا القابله للتكيف
لقد تم نشر تضمين دلتا القابله للتكيف أول مرة من قبل الدكتور جون اباتي.(في مختبرات بيل)، حيث قام بنشره في أطروحة الدكتوراه في معهد أو مؤسسة للتكنولوجيا وذلك في عام 1968. وفيما بعد تم اختيار تضمين الدلتا القابله للتكيف كمعيار لجميع اتصالات ناسا بين التحكم في المهمة والفضاء.
والجدير بالذكر هو أن تضمين دلتا القابل للتكيف أو تضمين دلتا الميل المنحدر المتغير باستمرارContinuously variable slope delta modulation يعد تضميناً ل dm حيث أن حجم الخطوة فيه ليست ثابتًا. بدلاً من ذلك، عندما يكون للعديد من البتات المتتالية نفس قيمة الاتجاه، يفترض المشفر وفاك الشيفرة حدوث الميل الزائد وأن حجم الخطوة يصبح أكبر تدريجياً.
وبخلاف ذلك، فإنه قد يصبح حجم الخطوة أصغر تدريجيا مع مرور الوقت. حيث أن تضمين الدلتا القابله للتكيف يقلل من الخطأ المنحدر، على حساب زيادة الخطأ في القياس الكمي. كما يمكن تقليل هذا الخطأ باستخدام مرشح تمرير منخفض. يقوم تضمين الدلتا القابله للتكيف بتنفيذ أداء قوي في وجود أخطاء في البتات مما يعني أن اكتشاف الخطأ وتصحيحه لا يستخدمان عادة في تصميم راديو تضمين الدلتا القابله للتكيف، فهذه التقنية المفيدة للغاية هي التي تسمح بالتضمين القابل للتكيف

## التطبيقات
تتضمن التطبيقات الحديثة لتضمين دلتا على سبيل المثال لا الحصر، إعادة إنشاء أشكال الموجة القديمة. مع تزايد توافر FPGAs والمتعلقة بطريقة ASIC، يمكن التحكم بسهولة في معدلات العينة لتجنب مشاكل الميل المفرط على المنحدرات والتفسيمات. على سبيل المثال، استخدم C64DTV 32   معدل عينة MHz ، يوفر مجموعة ديناميكية كافية لإعادة إخراج SID إلى مستويات مقبولة.

## تطبيق sbs لتضمين دلتا بسرعه24 كيلو بايت في الثانية
يتم تضمين الدلتا عن طريق استخدام نظام الأعمال الصناعي (Satellite Business Systems)، لكي تتمكن المنافذ الصوتية من توفير خدمة الهاتف لمسافات طويلة للموؤسات المحلية الكبيرة التي تحتاج إلى اتصالات كبيرة بين هذه المؤسسات والشركات (مثل IBM). ولقد بدأ العمل في هذا النظام طوال الثمانينات. تستخدم المنافذ الصوتية تشكيل دلتا 24 kbit / s الرقمي مع ضغط النشاط الصوتي (VAC) ومكثفات الصدى للتحكم في مسار صدى النصف الثاني عبر القمر الصناعي. وقد أجريت عده اختبارات استماع رسمية للتأكد من أن محرّر دلتا /معدل دلتا 24 kbit / s قد حقق جودة صوتية كاملة دون أي تدهور ملحوظ مقارنة بخط الهاتف عالي الجودة أو معيار64 kbit/s µ- companded PCM . والجدير بالذكر بأن هذا يوفر ثمانية إلى ثلاثة تحسن في سعة القنوات الفضائية. طورت شركة IBM وحدة التحكم في الاتصالات الفضائية ووظائف المنفذ الصوتي.
تم استخدام المقترح الأصلي من هذا المشروع في عام 1974، حيث كان مُعدِّل دلتا 24 kbits من أحدث طراز مُدمج مع Shindler واحد معدل تم تضمينه لاسترداد الاخطاء. وقد اثبت هذا المقترح بانه يحتوي على أقل من جودة خطاب خط الهاتف الكامل.في عام 1977، كما أنه تم تعيين مهندس واحد مع اثنين مساعدين له في مختبر أبحاث الثلاثيه لتحسين الجودة Research Triangle Park.
تم الاستبدال النهائي للتكامل باستخدام مرشح تمرير منخفض الزوج ذي القطبين المصمم لتقريب طيف الكلام المتوسط على المدى الطويل. والوصول بالنظرية إلى المثالية فقد كان يجب أن يكون الدمج مصممًا لمطابقة طيف الإشارة. تم استبدال Shinder بالنسخة المعدلة.تم العثور على نتائج ال compander المعدل في اقل من حجم الخطوة المثالية في معظم مستويات الاشاره والإصلاح السريع لخطأ الكسب مما ادى إلى زيادة الضوضاء على النحو المحدد في اختبارات الاستماع الفعلية بالمقارنة مع إشارة بسيطة لقياسات الضوضاء. حقق ال compander الاخير استرداد معتدل لكسب الخطأ بسبب خطأ التقريب الطبيعي الناتج عن حساب 12 بت.
تم تنفيذ الوظيفة الكامله لتضمين دلتا vAc والتحكم بالصدى لستة منافذ تمت في شريحة دائره رقمية متكاملة مع حساب اثني عشر بت. تمت مشاركة محول الاشاره الرقمية إلى تناظرية عن طريق جميع المنافذ الستة والتي توفر وظائف مقارنة الجهد للمعدلات وتغذية العينة والاحتفاظ بها. الدوائر الكهربائيه للناتج المستخلص بطاقه واحده تحمل الرقاقه، DAC وجميع الدوائر التناظرية لواجهة خط الهاتف بما فيها المحولات.